# Nivaldo Monte
Dom Nivaldo Monte (Natal, 15 de março de 1918 – 10 de novembro de 2006) foi um bispo católico brasileiro, arcebispo de Natal. Há registros de sua passagem por Sergipe quando foi o 1º bispo auxiliar da Arquidiocese de Aracaju no período de 1963 a 1966. Dom Nivaldo foi monitorado pelo governo no período da ditadura militar brasileira.

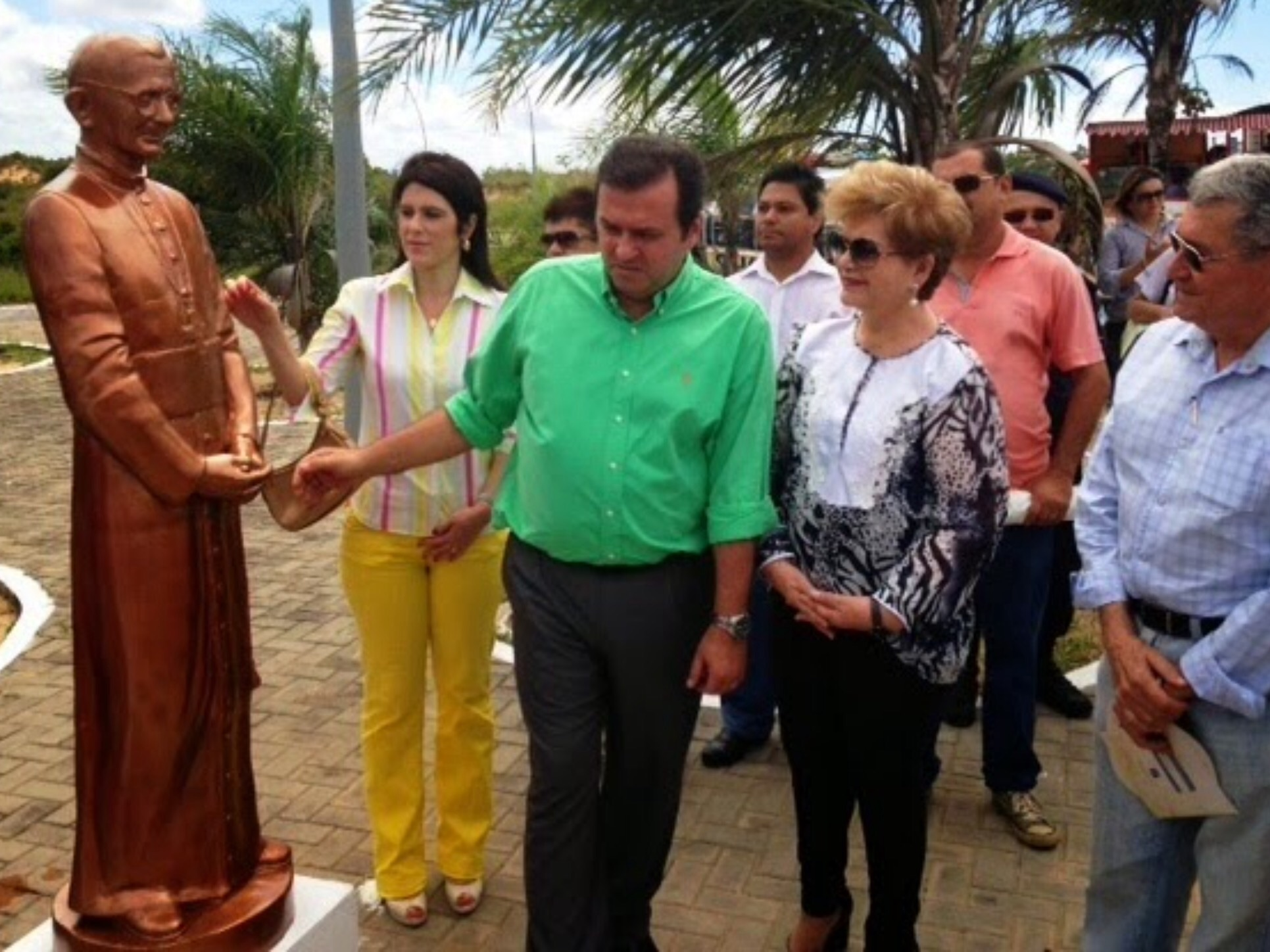
Estátua em homenagem a Nivaldo Monte

Sua morte foi registrada no jornal Tribuna do Norte: "O arcebispo emérito de Natal, Dom Nivaldo Monte, morreu ontem às 14h25, após dois dias de internação na Casa de Saúde São Lucas. Dom Nivaldo receberia alta hoje, mas a arritmia cardíaca, um distúrbio metabólico (ausência de sódio), insuficiência no funcionamento dos rins e complicação grave na circulação foram mais fortes. O arcebispo tinha 88 anos."
Em sua homenagem foi dado o seu nome ao Parque da Cidade de Natal.